# Камсхо
Камсхо́ (осет. Къамсхо) — село в Алагирском районе Республики Северная Осетия-Алания. Входит в состав Зарамагского сельского поселения. Код Федеральной налоговой службы 1514. 

## Географическое положение
Село расположено на левом берегу реки Мамисондон, чуть ниже впадения в него реки Земегондон. Находится в 14 км к юго-западу от центра сельского поселения — Нижний Зарамаг, в 67 км к югу от районного центра Алагир и в 104 км от Владикавказа. 

## Население
| 2002 | 2010 | 2021 |
| ---- | ---- | ---- |
| 0    | ↗7   | ↘4   |

## Достопримечательности
В селении сохранился родовая башня Моураовых.

## Топографические карты
- Лист карты K-38-29 Алагир. Масштаб: 1 : 100 000. Состояние местности на 1984 год. Издание 1988 г.